# Kelloggella oligolepis
Kelloggella oligolepis là một loài cá biển thuộc chi Kelloggella trong họ Cá bống trắng. Loài cá này được mô tả lần đầu tiên vào năm 1903.

## Từ nguyên
Từ định danh oligolepis được ghép bởi hai âm tiết trong tiếng Hy Lạp cổ đại: olígos (ὀλίγος , "ít") và lepís (λεπῐ́ς, "vảy"), vì loài này được mô tả là gần như không có vảy cá, ngoại trừ một ít vảy rất nhỏ ở thân sau (theo mô tả gốc của Jenkins).

## Phân bố
P. oligolepis là loài đặc hữu của quần đảo Hawaii.

## Mô tả
Chiều dài cơ thể lớn nhất được ghi nhận ở P. oligolepis là 1,8 cm.